# لوغدونوم
هي كولونيا كوبيا كلوديا أوغوستا لوغدونوم (باللاتينية: Colonia Copia Claudia Augusta Lugdunum) كانت مدينة جليلة في مملكة الروم. وتقع جنوب شرق غالة وهي قصبة ولاية غالة اللوغدونية، وهي الآن داخل مدينة لوذون في فرنسا. بناها في سنة 43 ق. م قنصل الروم بلانكوس، فأصبحت من أجل المدن في الأقاليم الغربية من الإمبراطورية الرومية. وقد كانت مسقط رأس الإمبراطورين قلوديس والإمبراطور كاراكلا.وقد كان عدد أهلها 100 ألف وقارب ال200 ألف. ومنزلتها هذه راجعٌ لكونها ملتقى نهري رذونة والسون والتي إستعملت كطريق سريع للزوارق، ولقربها من نجد فورفير والتي كانت تمنع المدينة من هجمات البرابرة.